# Die nackte Insel
Die nackte Insel ist ein japanischer Film des Regisseurs Shindō Kaneto aus dem Jahr 1960. Der Film zeigt das harte Leben einer Familie auf einer kleinen Insel, auf der es kein Trinkwasser gibt. Die nackte Insel wurde am 23. November 1960 in Tokio uraufgeführt.

## Handlung
Die vierköpfige Bauernfamilie, bestehend aus dem Vater Senta, der Mutter Toyo und den Söhnen Tarō und Jirō führt ein hartes Leben auf einer kleinen, gebirgigen Insel, auf der es kein Trinkwasser gibt. Dieses müssen die Eltern mehrmals täglich mit Eimern per Heckruderboot von der Nachbarinsel herbeiholen und dann mit einem Tragjoch zu den Weizen- und Süßkartoffelanpflanzungen bringen. Der ältere Sohn Tarō besucht die Schule auf der Nachbarinsel.
Abwechslung bringt ein Fischfang der beiden Söhne, den die Familie in der nächstgrößeren Stadt Onomichi verkaufen kann. Dort wird sie auch mit den Produkten der Moderne, wie z. B. Fernsehen, konfrontiert. Tarō erkrankt eines Tages schwer, und da ein Arzt aufgrund der Entfernung nicht rechtzeitig geholt werden kann, verstirbt er. Zu seiner Beerdigung auf der Insel kommt seine Schulklasse samt Lehrerin. Dieser Vorfall lässt Toyo am nächsten Tag verzweifeln; der Alltag wird jedoch fortgesetzt wie zuvor.

## Hintergrund
Shindō Kaneto kam die Idee zu diesem Film 1954, jedoch fand sich zunächst keine Produktionsfirma, die einen Film ohne gesprochenen Text realisiert hätte. Da der Produktionsfirma Kindai Eiga Kyōkai zu Drehbeginn die Insolvenz drohte, finanzierte Shindō Kaneto die Dreharbeiten selbst mit ca. 5 Mio. Yen. Im April 1958 fand er in der Seto-See, an deren Küste er aufgewachsen war, mit Sukune die passende Insel für den Film, und probierte dann selbst ein Jahr lang, dort Kartoffeln und Weizen anzubauen, was ihm auch gelang.

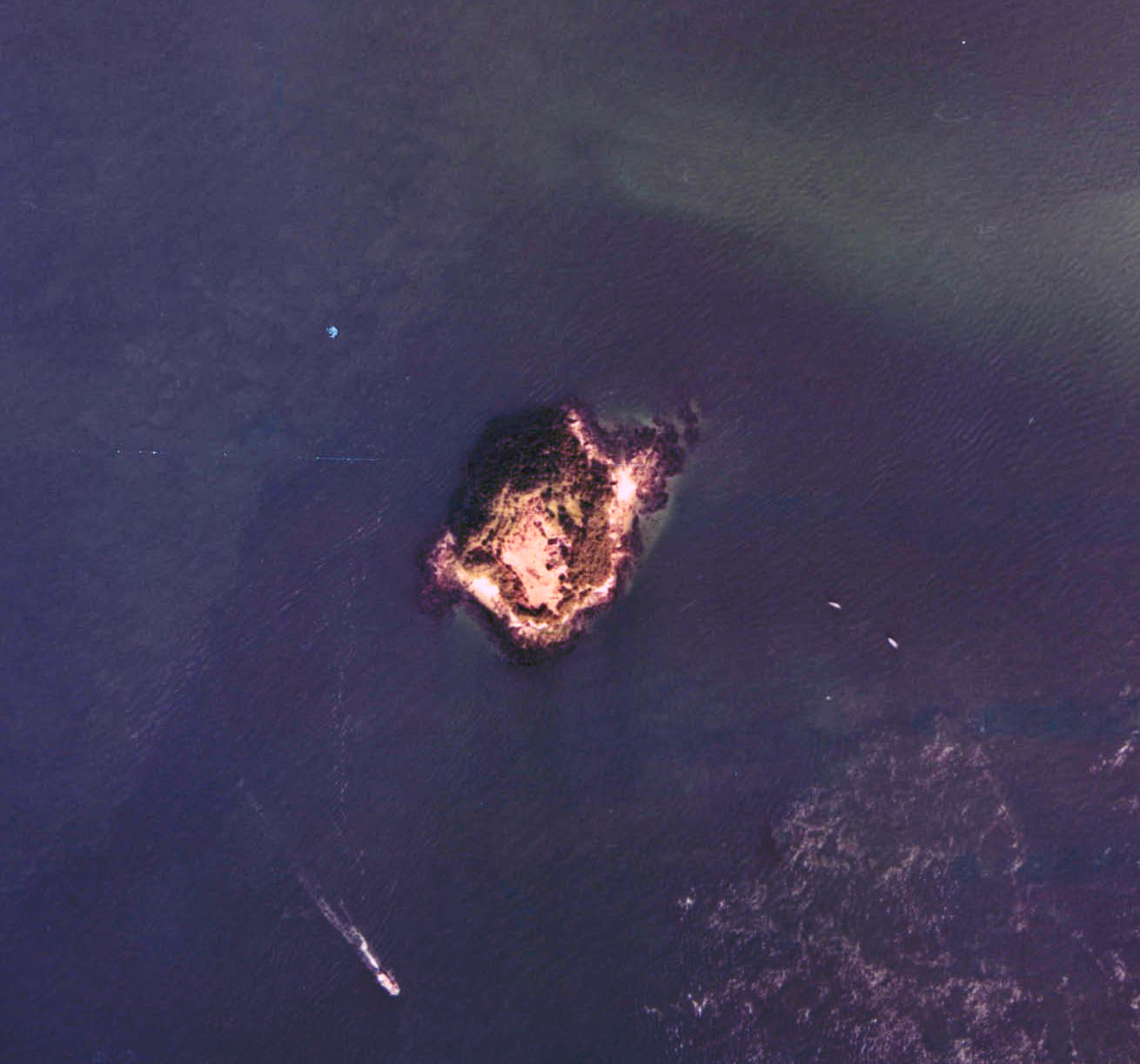
Die Insel Sukune (1974)

Der elfköpfige Stab hatte sein Hauptquartier auf der Insel Sakijima und arbeitete ohne Gage; der Dreh begann im Juni 1960 und dauerte 48 Tage.

## Musik
Da der Film in Frankreich sehr erfolgreich war, schrieb Eddy Marnay das Lied L'île nue auf Basis der Filmmelodie von Hikaru Hayashi. Es wurde 1962 von Jacqueline Danno und 1968 von Mathé Altéry gesungen.

## Kritiken
Grigori Tschuchrai bezeichnete den Film als einen „Wegweiser in der Entwicklung der modernen Filmkunst“.
Der film-dienst schrieb, Die nackte Insel sei „ein schönes Gleichnis von der Kostbarkeit des Wassers.“

## Auszeichnungen
- 1961: Großer Preis des Moskauer Filmfestivals
- 1963: Nominierung für die British Academy Film Awards[3]